# Heterolinyphia secunda
Heterolinyphia secunda là một loài nhện trong họ Linyphiidae.
Loài này thuộc chi Heterolinyphia. Heterolinyphia secunda được Konrad Thaler miêu tả năm 1999.
Loài này được phát hiện ở Bhutan.